# Občina Markovci
Občina Markovci (slovinsky Občina Markovci, německy Gemeinde Sankt Marxen) je jednou z 212 občin ve Slovinsku. Nachází se v Podrávském regionu na území historického Dolního Štýrska. Občinu tvoří 9 sídel, její rozloha je 29,8 km² a k 1. lednu 2017 zde žilo 4 012 obyvatel. Správním střediskem občiny je vesnice Markovci.

## Členění občiny
Občina se dělí na sídla:
- Borovci
- Bukovci
- Markovci
- Nova vas pri Markovcih
- Prvenci
- Sobetinci
- Stojnci
- Strelci
- Zabovci